# Georg Bruns

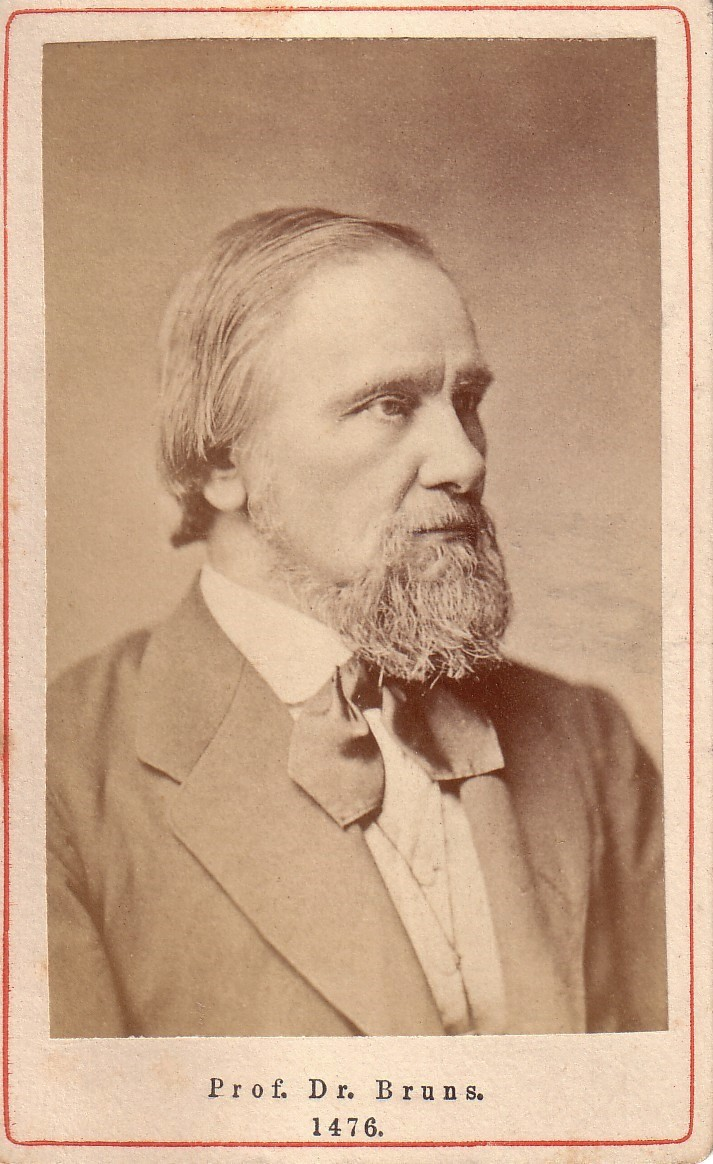
Karl Georg Bruns

Karl Eduard Georg Bruns, född den 24 februari 1816 i Helmstedt, död den 10 december 1880 i Berlin, var en tysk rättslärd. Han var sonson till Paul Jakob Bruns och far till Ivo Bruns.
Bruns, som från 1849 var professor vid olika universitet, senast (från 1861) i Berlin, författade det utmärkta verket Das Recht des Besitzes im Mittelalter und in der Gegenwart (1848), ett värdigt motstycke till Savignys arbete i ämnet, samt Fontes juris romani antiqui (1860; 6:e upplagan 1893), Das Wesen der bona fides bei der Ersitzung (1872) med mera. Tillsammans med Rudorff, Roth, Merkel och Böhlau grundade Bruns 1861 Zeitschrift für Rechtsgeschichte. Hans Kleinere Schriften utgavs i 2 band 1882.